# Sulaiman Al-Fahim
Sulaiman Al-Fahim é um dos investidores do Abu Dhabi United Group que em 1 de setembro de 2008 comprou o clube de futebol inglês Manchester City Football Club através da aquisição do ativo do empresário e político tailandês Thaksin Shinawatra, ex-dono do clube.
Recentemente,Sulaiman Al-Fahim se desligou do Manchester City,o que facilitou a sua compra do Portsmouth Football Club,da Premier League.